# كلارا ألونسو (ممثلة)
كلارا ألونسو (بالإسبانية: María Clara Alonso)‏ هي مغنية وعارضة وممثلة أرجنتينية، ولدت في 2 فبراير 1990 في الأرجنتين.

## وصلات خارجية
- كلارا ألونسو على موقع IMDb (الإنجليزية)
- كلارا ألونسو على موقع ميتاكريتيك (الإنجليزية)
- كلارا ألونسو على موقع روتن توميتوز (الإنجليزية)
- كلارا ألونسو على موقع ألو سيني (الفرنسية)
- كلارا ألونسو على موقع ميوزك برينز (الإنجليزية)
- كلارا ألونسو على موقع قاعدة بيانات الفيلم (الإنجليزية)
- كلارا ألونسو على موقع كينوبويسك (الروسية)